# Ilyarachna zachsi
Ilyarachna zachsi är en kräftdjursart som beskrevs av Gurjanova1933. Ilyarachna zachsi ingår i släktet Ilyarachna och familjen Munnopsidae. Inga underarter finns listade i Catalogue of Life.